# الإنسان كما يفكر يكون
الإنسان كما يفكر يكون (بالإنجليزية: As a Man Thinketh)‏ هو كتاب لتطوير الذات للكاتب جيمس آلن ونُشر في عام 1903 وقد وصفه بأنه «... التعامل مع قوة الفكر، ولا سيما مع استخدام الفكر وتطبيقه على القضايا السعيدة والجميلة ولقد حاولت أن أجعل الكتاب بسيطًا حتى يتمكن الجميع من فهم تعاليمه ومتابعتها بسهولة، وتطبيق الأساليب التي ينصح بها وإنه يوضح كيف أن عالم تفكيره الذي يمتلك كل إنسان هو مفتاح كل حالة سواء كان جيدًا أو سيئًا يدخل في حياته، وأنه من خلال العمل بصبر وأفكاره الذكية قد يعيد صياغة حياته ويغير ظروفه. ثمن الكتاب شلن واحد فقط، ويمكن تحمله في الجيب.» كما وصف جيمس آلن بأنه «كتاب سيساعدك على مساعدة نفسك» و«رفيق الجيب للأشخاص المفكرين» و«كتاب عن القوة والتطبيق الصحيح للفكر».

## وصلات خارجية
- كتاب الإنسان كما يفكر يكون على موقع جود ريدز